# Walter Schellenberg
Pour les articles homonymes, voir Schellenberg (homonymie).
Walter Schellenberg, né le 16 janvier 1910 à Sarrebruck (Allemagne) et mort le 31 mars 1952 à Turin (Italie), est un membre du parti nazi et un haut fonctionnaire SS du régime nazi. Après avoir dirigé au sein de la Gestapo le service de contre-espionnage, il devient en 1942 responsable de la section espionnage du RSHA : le SD-Ausland. En 1944, il atteint le grade de SS-Brigadeführer.

## Biographie

### Jeunesse
Né en Sarre en 1910, Walter Schellenberg est le plus jeune d'une famille de sept enfants. Son père est facteur de pianos. En 1929, il entre à l'université de Bonn et y étudie la médecine pendant deux ans avant de bifurquer vers le droit. Il est alors repéré par deux conseillers de Reinhard Heydrich en 1934 et devient membre du Sicherheitsdienst (SD).

### Entrée dans la SS
Après un entrainement spécial approprié, il participe au sein du SD à plusieurs opérations en tant qu'agent provocateur, notamment l'affaire Toukhatchevski ou la mise en place du bordel connu sous le nom de « maison Kitty ».
Ayant adhéré au NSDAP par ambition politique, homme cultivé, tacticien hors pair, agent provocateur spécialiste des stratagèmes et chantages en tous genres, il entretient une relation étroite avec son supérieur Reinhard Heydrich. Il rejoint à cette période la « Forschungs und Lehrgemeinschaft das Ahnenerbe e.V. », plus souvent appelée simplement l'Ahnenerbe, créée par Heinrich Himmler.

#### Incident de Venlo
Son fait d'armes le plus notoire est l'enlèvement, le 9 novembre 1939, au lendemain de l'attentat à Munich contre Hitler commis par Georg Elser, de deux agents des services secrets britanniques à Venlo en territoire hollandais neutre, près de la frontière allemande. Cet attentat que les nazis déguisent en une conspiration anglo-hollandaise sert de prétexte en 1940 à envahir les Pays-Bas neutres. L'opération commando réalisée avec l'aide d'Alfred Naujocks et d'Helmut Knochen lui attire la bienveillance d"Himmler, chef de la SS, et l'honneur d'être décoré par Adolf Hitler.

#### Tentative d'enlèvement du duc et de la duchesse de Windsor
La réussite de cette opération incite Hitler à charger Schellenberg de mettre au point, puis d'exécuter lui-même, le kidnapping du duc et de la duchesse de Windsor alors en résidence à Lisbonne. Le Führer pense ainsi mieux persuader l'ex-roi d'Angleterre de collaborer avec lui pour faire la paix avec le Royaume-Uni. Après l'enlèvement, il a prévu d'installer le couple en Allemagne et a déjà mis à leur disposition 50 millions de francs suisses, déposés dans une banque de Genève. L'opération échoue de peu, tant en raison de l'activité soutenue des agents de l'Intelligence Service présents sur la zone et chargés d'une surveillance rapprochée du duc et de la duchesse de Windsor, que des réticences de Schellenberg, relatives à la faisabilité de la mission d'une part, et à son opportunité politique, d'autre part,.

### Fonction principale pendant la guerre: le SD-Ausland
Après avoir rédigé les lois antisémites en Autriche et procédé à l'organisation des centrales d'émigration juives qui seront dirigées quelques semaines plus tard par Adolf Eichmann, il organise avec Alfred Naujocks, d'une part, les premiers Einsatzkommando en Tchécoslovaquie, puis, d'autre part, les Einsatzgruppen à partir d'éléments de l'armée, de la gendarmerie et de la police, visant à commettre des assassinats de masse en territoire polonais.
Après avoir, à la demande de Heydrich, conçu la structure du RSHA retenue par Himmler, au printemps 1941, Walter Schellenberg apporte son concours aux opérations Andreas et Bernhard en cassant grâce à son service de décryptage le code de numérotation de la livre sterling. En inondant l'Angleterre de centaines de milliers de faux billets, cette opération devait couler l'économie britannique. En mai 1941, Schellenberg participe activement aux négociations entre la Wehrmacht et le RSHA concernant les limites de compétence territoriale des Einsatzgruppen sur le front de l'est. Il en rédige le texte final. Le 20 mai 1941, il informe le commandement militaire allemand en France que l'émigration des Juifs est désormais strictement interdite, première étape de la solution finale de la question juive.
Pendant les guerres de conquête allemande, Walter Schellenberg prépare pour les SS la description détaillée des institutions des pays en passe d'être envahis ainsi que la liste des personnalités à faire « disparaître », ou à emprisonner. C'est ainsi qu'il rédige un effarant programme pour l'invasion de l'Angleterre : la Sonderfahndungsliste G.B. (en français : liste spéciale de recherches pour le Royaume-Uni ; généralement appelée The Black Book au Royaume-Uni) est une liste de résidents britanniques devant être arrêtés en cas d'invasion du Royaume-Uni par l'Allemagne nazie en 1940. Elle contient les noms de 2 820 personnes, Britanniques et Européens réfugiés. Elle était un appendice à un autre document, l’Informationsheft G.B., un manuel édité par la Gestapo en vue de l'invasion du Royaume-Uni. Publié par Schellenberg, ce plan apporte un sévère démenti aux allégations britanniques pensant que Schellenberg était confus et un peu stupide et, en tout cas, ignorant des lois, institutions, mœurs et coutumes anglaises. Il admet dans ses Mémoires avoir rédigé ce type d'ouvrage, mais pour les Balkans.
C'est à cette époque qu'il démantèle l'Orchestre rouge. Son collègue Werner Best ayant été affecté au Danemark, il organise la sélection des membres des Einsatzgruppen responsables des massacres derrière les lignes du front de l'Est (environ 3,5 millions de juifs et commissaires politiques soviétiques fusillés avec leurs femmes et leurs enfants). Comme toujours, il assure la conception et laisse à d'autres le soin de se targuer de la réalisation puisque ses chefs connaissent son rôle.
Hans Bernd Gisevius, l'un des chefs de file des ennemis secrets d'Hitler présente Walter Schellenberg comme : « Un gentleman assassin. Un gentilhomme sadique, capable de tout. Un homme au regard particulièrement franc, aux manières raffinées et séduisantes, mais en fait un véritable gangster. »
En 1942, il entre en relation avec le colonel-brigadier Roger Masson, chef des services de renseignement et de contre-espionnage de Suisse puis rencontre le général Henri Guisan l'année suivante.

### Fonctions pendant la guerre dans les services secrets
De 1943 jusqu'en 1944, Schellenberg est responsable du contre-espionnage et des affaires internationales du SD en remplacement de Heinz Jost, et coordonne les activités de ces agents. Grâce à sa pénétration de l'organisation diplomatique des nazis, il gère l'opération Cicero — le film L'Affaire Cicéron de Joseph L. Mankiewicz (1952), dont le scénario signé Michael Wilson est lui-même une adaptation du livre éponyme de Ludwig Carl Moyzisch s'inspire très librement de cet épisode — et remet à Hitler fin 1943 les plans du débarquement en Normandie. En France, son bras armé est le sinistre Helmut Knochen qui démantèle grâce à la torture la plus brutale les réseaux de résistance et, appuyé jusqu'en août 1942 de Theodor Dannecker, un autre de ses sbires du SD chargé des questions juives, fait pression sur la police française pour l'application de la politique antisémite des nazis, ne rendant de comptes directement qu'au SS-Brigadeführer Carl Oberg. En Europe de l'Est, Schellenberg a comme agent, d'abord en Autriche puis en Hongrie Wilhelm Höttl, qui travaille pendant quelques années pour les Américains après la guerre. Otto Skorzeny, l'officier SS qui délivre Mussolini au Gran Sasso — Opération Eiche — dirige son service de commandos.
Très tôt convaincu, probablement par l'amiral Canaris de la folie du maintien d'un deuxième front à l'Ouest, Walter Schellenberg tente de nombreuses négociations pour obtenir un renversement d'alliance avec les Alliés occidentaux dont il cherche à obtenir le soutien contre les Soviétiques. Les Alliés exigeant la tête de Hitler comme monnaie d'échange, Walter Schellenberg, en nazi convaincu que la « juiverie internationale » contrôle les décisions américaines, propose systématiquement la libération de Juifs, voire l'arrêt de l'holocauste comme lors de la négociation avec Joel Brand en 1944.
Il met en place en Allemagne sous le nom de Funkspiel, le même système de retournement des agents infiltrés que le MI5 établit sous le nom de Double Cross System. Il réussit de son côté à décrypter tous les messages envoyés de Berne par Allen Dulles de l'OSS (voire les interrogations non reportées dans le rapport final). Il réussit même pendant un temps à établir une table d'écoute sur le câble entre les États-Unis et l'Angleterre et à faire capter certains messages entre Roosevelt et Churchill.
À partir du début 1944, son ami et maître à penser en matière d'espionnage, l'amiral Canaris, étant tombé en disgrâce auprès de Hitler, il prend le contrôle de l’Abwehr, service secret de l'armée, qui est presque intégralement incorporé au SD, service secret politique et civil omniprésent (dans des Services généraux). À la suite de l'incrimination de l'amiral Canaris dans le complot contre Adolf Hitler, Walter Schellenberg arrête personnellement son ami et maître, qui finit pendu par les SS au camp de concentration de Flossenbürg le 9 avril 1945, juste avant la reddition de l'Allemagne.
À la fin de la Seconde Guerre mondiale, soutenu par Felix Kersten, il conseille à Himmler d'arrêter Hitler et de prendre lui-même le contrôle du Reich. Devant les hésitations de Himmler, il va jusqu'à échafauder un attentat contre le Führer avec son ami médecin, le docteur Crinis.

### Fin de la guerre et procès à Nuremberg

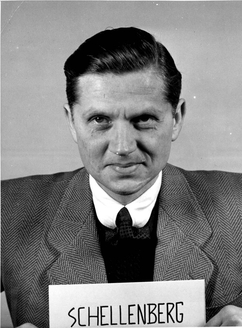
Schellenberg incarcéré, vers 1946.

Sentant la fin du régime nazi, il se rend en Suède où il tente de négocier sous la houlette de Himmler un armistice avec les Alliés ou la fin des hostilités et une alliance contre le « bolchévisme », mais les Alliés refusent.
Grâce au comte Bernadotte, il est maintenu en liberté et projette la rédaction de ses mémoires dans lesquelles il se dédouanerait de toute responsabilité criminelle en prenant à témoin Felix Kersten. Après sa reddition spontanée, il est transféré au camp 020 en Angleterre le 16 juin 1945,. Il y négocie son sort contre des renseignements classés ultra-confidentiels, notamment sur les activités d'espionnage d'Edouard VIII que le roi George VI tentait de faire effacer.
Le 4 janvier 1946, lors du procès de Nuremberg, il témoigne contre les dignitaires du régime nazi notamment contre Ernst Kaltenbrunner. Le procès terminé, il est de nouveau transféré à Londres, car il souffre de calculs biliaires. Jusqu'en 1948, il est questionné et soigné par les Britanniques, puis remis au printemps 1949 à la justice internationale de Nuremberg pour le procès des ministères. Les Anglo-Américains sont favorables à une relaxe, contre laquelle s'élève l'URSS. Pour appartenance à une organisation criminelle et crimes de guerre dans le cadre de l'opération Zeppelin, il est condamné à une peine de six ans de détention, eu égard à son état de santé et à sa collaboration judiciaire,.

### Libération et fin de vie en Suisse
Après deux ans passés en semi-liberté à renseigner les services du MI5, il est libéré pour raisons médicales, et passe secrètement en Suisse où il est soigné dans la clinique du Docteur Francis Lang à Billens (canton de Fribourg) grâce aux recommandations de son ami le brigadier Roger Masson, chef des services secrets suisses, qui l'appelle affectueusement « Schelli ». Il s'attelle à la rédaction de ses Mémoires qu'il confie à son épouse lors d'une de ses visites à la clinique Verbania à Pallanza près du lac Majeur. Il meurt d'un cancer le 20 mars 1952, âgé de quarante-deux ans, à la clinique Fornaca à Turin.

## Autres faits marquants
- Le 18 mai 1938, Schellenberg se marie à une couturière, Kaethe Kortekamp. Il se remarie le 10 octobre 1940, avec l'appui de Heydrich, à une Allemande d'origine polonaise, Irene Grosse-Schoenepauck. Il est le père de cinq enfants dont l'aîné, Ingo, né le 27 mai 1941, est le seul que son père pût réellement connaître. À la fin de la guerre, il met ses enfants en sécurité en Suisse[22].

- Coco Chanel, de sa propre initiative, tenta sans succès d'utiliser son amitié d'avant-guerre avec Winston Churchill et collabora avec Schellenberg dans l'opération Modelhut dont le but était de négocier une paix séparée entre Londres et Berlin. Ils continuent de s'écrire pendant sa captivité, ses frais d'hôpital et ses funérailles sont réglés par la couturière[23].

- Il ne mentionne pas dans ses Mémoires ses crimes de guerre (Einsatzgruppen) ni ses nombreuses actions d'agent provocateur grâce auxquelles, en faisant kidnapper des personnalités ou leurs familles, il s'assure de leur soumission, ou il les utilise comme monnaie d'échange. C'est ce qu'il fit avec Payne Best et Richard Henry Stevens des services secrets anglais (Incident de Venlo), mais également avec Vera Bate Lombardi, membre de la famille royale d'Angleterre et cousine du Prince de Galles : il se donne le beau rôle du libérateur - après l'avoir fait arrêter. Plus tard, scénario comparable avec la famille du général Giraud (général choisi par Franklin Roosevelt et Robert Murphy pour contrebalancer le général de Gaulle), qu'il fait libérer la veille de Pâques 1945 (quand la guerre est quasi finie) en échange d'un témoignage manuscrit en sa faveur. (Attestation du 10 mai 1948 du colonel-brigadier R. Masson : « Services rendus a la Suisse et aux Alliés par Walter Schellenberg » [24]).

## Résumé de sa carrière au sein de la SS

### Dans le SD, au service direct de Heydrich
- SS-Mann - 10 janvier 1934
- SS-Sturmmann - 17 octobre 1934
- SS-Rottenführer - 15 janvier 1935
- SS-Unterscharführer - 15 mai 1935
- SS-Scharführer - 9 novembre 1935
- SS-Oberscharführer - 13 septembre 1936
- SS-Untersturmführer - 20 avril 1937
- SS-Obersturmführer - 30 janvier 1938

### Gestapo Amt IVE: chargé de la lutte contre l'espionnage industriel et les partisans
- SS-Hauptsturmführer - 1er août 1938
- SS-Sturmbannführer - 30 janvier 1939
- SS-Obersturmbannführer - 1er septembre 1941
- SS-Standartenführer - 21 juin 1942

### RSHA Direction du Amt VI (SD: espionnage et contre espionnage)
À partir de janvier 1943
- SS-Oberführer - 21 juin 1943

### Intégration de l'Abwehr dans le SD (Amt VI) et création de l'Amt Mil
- De février à juin 1944

### Dernière(s) promotion(s)
- SS-Brigadeführer und Generalmajor der Polizei - 21 juin[réf. souhaitée] 1944[25]
- Generalmajor der Waffen SS - novembre 1944[réf. nécessaire]

## Distinctions

### Décorations
- Croix de fer de 2e classe
- Croix de fer de 1re classe[26]
- Structure de la SS : SS-Ehrenring (anneau à tête de mort)
- Croix du mérite de guerre de 2e classe avec glaives
- Croix du mérite de guerre de 1re classe avec glaives
- Glaive d'honneur du Reichsführer-SS